# خدمات مالية
الخدمات المالية: هي عبارة عن خدمات اقتصادية تؤديها المؤسسات المالية التي تشمل طائفة واسعة من المؤسسات التي تدير الأموال بما فيها الاتحادات الائتمانية والبنوك وشركات بطاقات الائتمان وشركات التأمين وشركات التمويل وشركات المضاربة المالية وشركات إدارة الاستثمارات وبعض الشركات التي تمولها الحكومات. حسب إحصائيات عام 2004، مثّل قطاع الخدمات المالية حوالي 20% من القيمة السوقية للشركات المدرجة في مؤشر إس و بي 500 في الولايات المتحدة.

## تاريخ الخدمات المالية
أصبح مصطلح «خدمات مالية» أكثر انتشاراً في الولايات المتحدة جزئياً إثر تفعيل قانون «غرام-ليتش-بليلي» في أواخر عقد التسعينيات من القرن العشرين، والذي سمح بموجبه لأنواع مختلفة من الشركات التي تعمل في قطاع الخدمات المالية في الولايات المتحدة بالاندماج.
غالباً ما تنتهج الشركات نهجين متميزين فيما يخص هذا النوع من الجديد من الأعمال. الأول هو ببساطة أن يقوم بنك بشراء شركة تأمين أو مصرف استثماري، مع الحفاظ على العلامة التجارية للشركة المشتراة، وإضافة صفة الاكتساب للشركة القابضة بهدف التنويع في الأرباح. أما خارج الولايات المتحدة (كاليابان على سبيل المثال) يسمح بوجود شركة خدمات غير المالية ضمن الشركة القابضة. في هذا السيناريو، تكون الشركات لا تزال مستقلة ولها عملاؤها. لكن يقوم البنك ببساطة بإنشاء قسم خاص بالوساطة وقسم خاص بالتأمين وتحاول تسويق هذه المنتجات لعملائها الحاليين وتقدم لهم حوافز للجمع بين هذه المنتجات من شركة واحدة.

## البنوك
البنك التجاري هو ببساطة بنك. يستخدم مصطلح تجاري لتمييزه عن البنوك الاستثمارية، وهو مؤسسة تقدم الخدمات المالية بدلاً من إقراض المال مباشرة لأصحاب الأعمال التجارية، وهو يساعد الأعمال على جمع الأموال من مؤسسات أخرى على هيئة سندات مالية (قرض) أو أسهم (حقوق مساهمين).

### الخدمات البنكية
تتضمن العمليات البنكية الأساسية ما يلي:
- حفظ الأموال مع إتاحة المجال للمودعين لسحب هذه الأموال عند الحاجة.
- إصدار دفاتر الشيكات، لتمكين أصحاب الأموال من سداد الفواتير وأنواع المدفوعات الأخرى.
- توفير القروض الشخصية والقروض التجارية وقروض الرهن العقاري.
- إصدار بطاقات الائتمان وإنجاز المعاملات والحركات المالية والفواتير المرتبطة بها.
- إصدار بطاقة المدين لاستخدامها كبديل عن الشيكات.
- إتاحة المعاملات المالية من خلال آلات الصراف الآلي، أو من خلال الفروع.
- توفير خدمة التحويلات المالية البرقية ونقل الأموال إلكترونياً بين البنوك.
- تسهيل طلبات ديون وائتمانات المباشرة والمؤجلة.
- إجراء اتفاقيات السحب على المكشوف لتنمية أموال البنك نفسه لتلبية التزامات الإنفاق الشهري للعملاء من خلال الحسابات الجارية.
- توفير نظام الخدمات المصرفية عبر الإنترنت بحيث يسهل على العملاء عرض وتشغيل الحسابات الخاصة بهم من خلال شبكة الانترنت.
- توفير بطاقات السلف للعملاء الراغبين في تسوية سلف الائتمان الشهرية.
- توفير الشيكات المضمونة من قبل البنك نفسه، والمدفوع مسبقاً من قبل العميل، كالشيكات المصدّقة.
- توفير خدمات الكاتب العدل فيما يخص المستندات المالية.
- قبول ودائع العملاء وتقديم التسهيلات الائتمانية لهم.

### أنواع خدمات بنكية أخرى
توفر البنوك الخاصة غالباً العديد من الخدمات الشخصية، كإدراة الثروات والتخطيط الضريبي أكثر مما توفره البنوك العادية.
- الخدمات البنكية الخاصة - توفر البنوك الخاصة خدمات بنكية خاصة للأفراد من أصحاب الثروات. تتطلب العديد من شركات الخدمات المالية أن يقدم الفرد أو العائلة حداً أدنى معين من الثورة ليكون مؤهلاً للحصول على الخدمات البنكية الخاصة.
- بنك رأسمالي- البنك الذي يضمن الديون والأسهم، ويشهد على صفقات الشركات المالية (خدمات استشارية، مقابل رسوم استشارات وضمان)، وتعمل هذه البنوك على تحويل الديون إلى منتجات مالية أعيدت هيكلتها.
- البطاقات البنكية - تتضمن بطاقات الائتمان وبطاقات المدين.
- خدمات وشبكات آلات بطاقات الائتمان- تسمى الشركات التي توفر آلات بطاقات الاثتمان وشبكات الدفع بـ «مزوّدي بطاقات التجار».

## خدمات تبديل العملات
توفر العديد من البنوك خدمات تبديل العملات. وتتضمن هذه الخدمات ما يلي:
- صرافة العملات - حيث يشتري العملاء ويبيعون العملات الأجنبية.
- الخدمات البنكية بالعملات الأجنبية - حيث تتم كافة العمليات البنكية بالعملة الأجنبية.
- الحوالات المصرفية - حيث يمكن للعملاء إرسال الأموال إلى بنوك خارجية حول العالم.

## خدمات الاستثمار
- إدارة الاستثمارات أو إدارة الأصول - مصطلح يصف الشركات التي تدير «صندوق استثمار جماعي». كما يستخدم للدلالة على الخدمات التي توفرها شركات أخرى تكون مسجّلَة في هيئة الأوراق المالية كمستشار استثمارات معتمد.
- إدارة المحافظ الوقائية - غالباً ما تستعين المحفظة بالأقسام التي تدير عمليات السمسرة في البنوك الاستثمارية لتنفيذ عملياتها التجارية.
- خدمات الوصاية (الرعاية) - الحفظ الآمن وعمليات الصفقات المالية وخدمات المحافظ المالية. تبلغ قيمة الأصول تحت الوصاية في العالم حوالي 100 ترليون دولار أمريكي .[5]

## التأمين
- سمسار التأمين - يقوم سمسار التأمين بإجراء معاملات التأمين نيابة عن العملاء، ويشمل ذلك ممتلكات الشركة عموماً والتأمين ضد الحوادث. أنشئ مؤخراً عدد من المواقع الإلكترونية لتوفير مقارنات لأسعار الخدمات الأساسية مثل التأمين. وقد أحدث هذا جدلاً في قطاع التأمين.[6]
- اكتتاب التأمين - لا تزال خدمة الاكتتاب تتم من خلال الوسطاء وسماسرة التأمين وشركات الوساطة المالية. ومن أنشطة التأمين المقدمة التأمين الصحي، التأمين على الشيخوخة والتقاعد، التأمين على الحياة والتأمين على الممتلكات.
- إعادة تأمين - وهو إعادة بيع التأمين لشركات التأمين نفسها، لحمايتها من خسائر كارثية.

## حصة السوق
يتضمن قطاع الخدمات المالية أكبر مجموعات من الشركات العالمية من حيث الإيرادات والقيمة السوقية؛ لكن هذه الشركات ليست الأكبر من حيث الدخل أو عدد الموظفين. كما يمكن القول أنها أيضاً صناعة بطيئة النمو ومجزأة للغاية، على سبيل المثال، نجد أن الحصة السوقية لشركة (سيتي غروب) لا تتعدى 3٪ في الولايات المتحدة. في المقابل، تبلغ الحصة السوقية لشركة هوم ديبونت، أكبر مخازن للتحسينات المنزلية في الولايات المتحدة، حوالي 30%، وحصة ستاربكس حوالي 32%.